# Delhi (grad)
Delhi, lokalno poznat kao Dilli (hindi: दिल्ली, istočnopandžapski: ਦਿੱਲੀ, urdu: دلّی dillī), ili po službenom imenu Teritorij nacionalnog glavnog grada Delhija (National Capital Territory of Delhi; skr. NCT) je najveća metropola po površini i druga najveća metropola po stanovništvu u Indiji, te glavni grad Indije.
S više od 16,3 milijuna stanovnika, Delhi je osma najveća metropola u svijetu po broju stanovnika i druga u Indiji, poslije Mumbaija. Ime Delhi se često koristi za neka urbana područja u blizini NCT-a, kao i za New Delhi, glavni grad Indije, koji se nalazi unutar NCT-a.
Ukupne površine od oko 33.578 km² i s 21.753.486 stanovnika (2011.), Nacionalna regija prijestolnice (National Capital Region, skr. NCR), koja uključuje susjedne gradove: Baghpat, Gurgaon, Sonepat, Faridabad, Ghaziabad, Noida, Greater Noida i dr., je četvrta najveća svjetska urbana aglomeracija (iza Tokyja, Seula i Džakarte).
Iako je upravno Delhi savezni teritorij Indije, njegova organizacija podsjeća na onu drugih indijskih saveznih država, te ima svoje zakonodavstvo (Vlada Delhija), sudstvo (Vrhovni sud Delhija) i izvršno vijeće ministara koje vodi premijer.
Humajunova grobnica, te Kutab minaret s džamijom i grobnicama je od 1993. godine na popisu UNESCO-ove svjetske baštine, kao i Crvena utvrda od 2007. god.

## Povijest
Delhi je kontinuirano naseljen još od 6. stoljeća prije Krista. Delhi je mjesto drevnog grada Indraprastha, legendarne prijestolnice Pandava iz Mahabharate. Većinom svoje povijesti, Delhi je služio kao glavni grad raznih kraljevstva i carstva. Osvojen je i uništen, ali i obnovljen nekoliko puta, osobito u srednjem vijeku. Delhi je ponovno postao glavno političko, kulturno i gospodarsko središte duž trgovačkih putova između sjeverozapadne Indije i doline Gangesa tijekom Delhijskog sultanata.
God. 1639., mogulski car Džahan-šah izgradio je novi utvrđeni grad u Delhiju, koji je služio kao glavni grad Moguslkog carstva od 1649., sve do indijske pobune 1857. god. Britanci su osvojili Delhi 1857. god., i on je zamijenio Kalkutu kao sjedište britanske vlade u Indiji 1911. god. kao novi glavni grad, New Delhi, izgrađen na jugu starog grada tijekom 1920-ih. Kada su Britanci napustili Indiju 1947. god., New Delhi je postao glavnim gradom države i sjedište vlade. Moderni Delhi je skup više gradova diljem metropolskog područja.

## Znamenitosti
Kutab Minar, toranj od pješčanika visok 71 m, koji noću obasjava svjetlost reflektora, nije samo najstariji zaštitni znak Delhia već ujedno i simbol jasno suprotstavljenih svjetova. Muslimani su podigli tu građevinu nalik minaretu kao spomenik pobjedi kako bi označili dolazak Delhia pod islamsku vlast 1206. godine. Taj toranj podsjeća hinduiste na posljednjeg hinduskoga kralja Phrithviraja, koji je pao u borbi s muslimanima. Impozantni ostaci prve džamije u Delhiu nalaze se blizu Kutab Minara, koja je prema natpisu na njezinu istočnom portalu, izgrađena od kamena od 27 hramova hinduističkih i džinskih religija koji su uništeni. Ostala vjerska mjesta koja su preživjela to vrijeme bila su konačno sravnjena sa zemljom 1389. kad je mongolski ratnik Timur opljačkao ovaj grad i, prema predaji, ubio 100 000 ljudi.

## Gradovi prijatelji i zbratimljena područja
- Chicago
- Kuala Lumpur
- London
- Moskva
- Sankt Peterburg
- Seul
- Sydney
- Tokijo
- Ulan Bator
- Erevan
- Prefektura Fukuoka (regija)

## Vanjske poveznice
- https://web.archive.org/web/20070210022253/http://goidirectory.nic.in/delhi.htm
- https://web.archive.org/web/20100919175447/http://delhigovt.nic.in/
- http://www.mcdonline.gov.in/  Arhivirana inačica izvorne stranice od 31. ožujka 2009. (Wayback Machine)
- http://www.ndmc.gov.in/index1024.aspx
- http://www.lonelyplanet.com/india/delhi
- http://www.delhimetrorail.com